# Площа Народна
Площа Народна — головна площа Ужгорода. Розташована у центрі міста між вулицями Шевченка та Довженка, в історичній місцевості Малий Галагов.

## Історія
Виникла у 1934—1936 роках як частина місто-будівельного проєкту із забудови Малого Галагова, автором якого став чеський архітектор Адольф Лібшер. В рамках проєкту передбачалося створення центральної площі, навколо якої стоятимуть адміністративні будівлі: земський уряд, суд і жандармерія. Забудова площі почалася на початку 1930-х років, під керівництвом чеського архітектора Франтішека Крупки, який у рамках місто-будівельного проєкту Лібшера розробив проєкт забудови Народної площі. Вартість проєкту становила близько 20 млн чеських крон.
До 1938 року сформувався архітектурний ансамбль площі, який, втім, дещо відрізнявся від проєкту Крупки, зокрема площу партера (зеленої зони у центрі площі) значно збільшили. Ці зміни були пов'язані з тим, що на первісних проєктах площа переходила у міст через річку Уж і мала бути важливою транспортною артерією, проте за невідомих причин міст звели трохи західніше запланованого місця. Також площа мала з трьох сторін оточуватися будівлями, натомість були забудовані лише північна та східна сторони площі.
Первісно площа мала назву площа Бескида, на честь губернатора Підкарпатської Русі Антонія Бескида. За радянських часів мала назву площа Леніна, у 1974 році тут встановили пам'ятник комуністичному лідеру Володимиру Леніну (демонтований у 1991 році).
9 березня 1999 року у північно-західній частині площі встановили пам'ятник Тарасові Шевченку (скульптор М. Михайлюк), розташування і зовнішній вигляд якого викликали неоднозначну реакцію спеціалістів та мешканців міста. На рубежі 1990-х—2000-х років з зеленого партеру зникли декоративні вічнозелені кущі, замість них в центрі було викладено тризуб із квітів.
У 2007 році на західній, незабудованій стороні площі планувалося звести будівлю Закарпатської філії Національного банку, проте через активний протест громадськості цей проєкт не був реалізований.
У 2013 році партер Народної площі було знищено в результаті реконструкції, яка супроводжувалась активним спротивом громадськості та фахових кіл Ужгорода.
На початку 2014 року, коли Ужгород приєднався до всеукраїнського Євромайдану, на площі розташовувалися базові укріплення майданівців. 22 серпня 2015 року на площі відкрили світловий фонтан. На Народній площі проводяться численні свята і масові заходи, зокрема, встановлюється новорічна ялинка. З 2016 року тут функціює безкоштовний wi-fi.

## Забудова
Площа забудована, як і весь мікрорайон Малого Ґалаґова, різностильовими об'єктами архітектури модернізму. Архітектурною домінантою площі є будівля Закарпатської обласної державної адміністрації і обласної ради, зведена для Земського уряду Прикарпатської Русі у 1934—1936 роках за проєктом архітектора Франтішека Крупки, у стилі неокласицизму. Будівля має форму неправильного прямокутника, розміром 94 м у довжину і до 74 м у ширину, також має два внутрішні подвір'я. Генеральним підрядником і забудовником стала відома празька фірма Lanna ASS. Чільний фасад з його порталом зі строгими колонами, антаблементом та лізенами має виразні ознаки неокласицизму. Цоколь та портик будівлі оздоблені травертином.
На південному краю площі, біля Набережної Незалежності, розташований будинок № 1 — будівля жандармського управління, зведена у 1930 році за проєктом архітектора Алоїза Балана. За часів незалежної України в ній знаходиться медичний факультет УжНУ.
На східній стороні площі, під номером 5 розташована будівля колишнього Крайового суду Підкарпатської Русі, за радянських часів тут базувався Ужгородський райвиконком, у часи незалежності — тут розмістилися Товариство «Знання», профспілки та інші організації. Споруду зведено у 1929 році за проєктом Адольфа Лібшера, генеральним підрядником виступало товариство Václav Nekvasil, stavební a. s.
Усі три будівлі входять в межі пам'ятки містобудування місцевого значення, колишня будівля Земського уряду додатково є пам'яткою архітектури місцевого значення.

## Скандальна реконструкція
У червні 2010 року тодішній голова обласної держадміністрації Олександр Ледида ініціював проєкт із реконструкції площі. Дана ініціатива викликала неабиякий суспільний резонанс: прихильники реконструкції вважали недоречним існування на центральній площі міста великого простору, недоступного для людей, зокрема, сам Олександр Ледида називав партер на площі «пасовиськом», якому не місце на центральній площі, колишній мер Ужгорода Сергій Ратушняк — «футбольним полем». Натомість противники реконструкції стверджували, що партер спроєктовано та закладено чехословацькими архітекторами і він підкреслює стиль забудови площі, і що сама площа має за задумом її творців офіційно-адміністративне, а не рекреаційне призначення. 
3 липня 2010 року почався відкритий конкурс на кращий проєкт реконструкції площі. Він проходив у два етапи, було подано п'ять проєктів. Після першого етапу переможець визначений не був, а конкурсні проєкти відправили на доопрацювання, другий етап конкурсу завершився так само, тому керівництво ОДА «вольовим рішенням» обрало проєкт архітектора Володимира Павлея. Вартість проєкту реконструкції площі становила близько 3 млн гривень. Проєкт Павлея двічі відхилявся архітектурно-художньою радою, на третій раз, після внесення низки змін (зокрема, відмовилися від будівництва кінної статуї Богдана Хмельницького, збільшили площу зеленої зони), був затверджений у квітні 2013 року.
У вересні 2013 року почалися незаконні будівельні роботи із перебудови площі за проєктом, який не пройшов конкурсну процедуру. Початок робіт каталізував активні акції протесту. Активісти вимагали проведення прозорого обговорення проєкту та міського референдуму щодо доцільності перебудови площі, піддавали сумніву кошторис проєкту і доцільність витрачання бюджетних коштів на реконструкцію площі, стверджували, що реконструкція площі — це руйнування архітектурно-історичного комплексу 1930-х років, який є пам'яткою місцевого значення. .

## Галерея

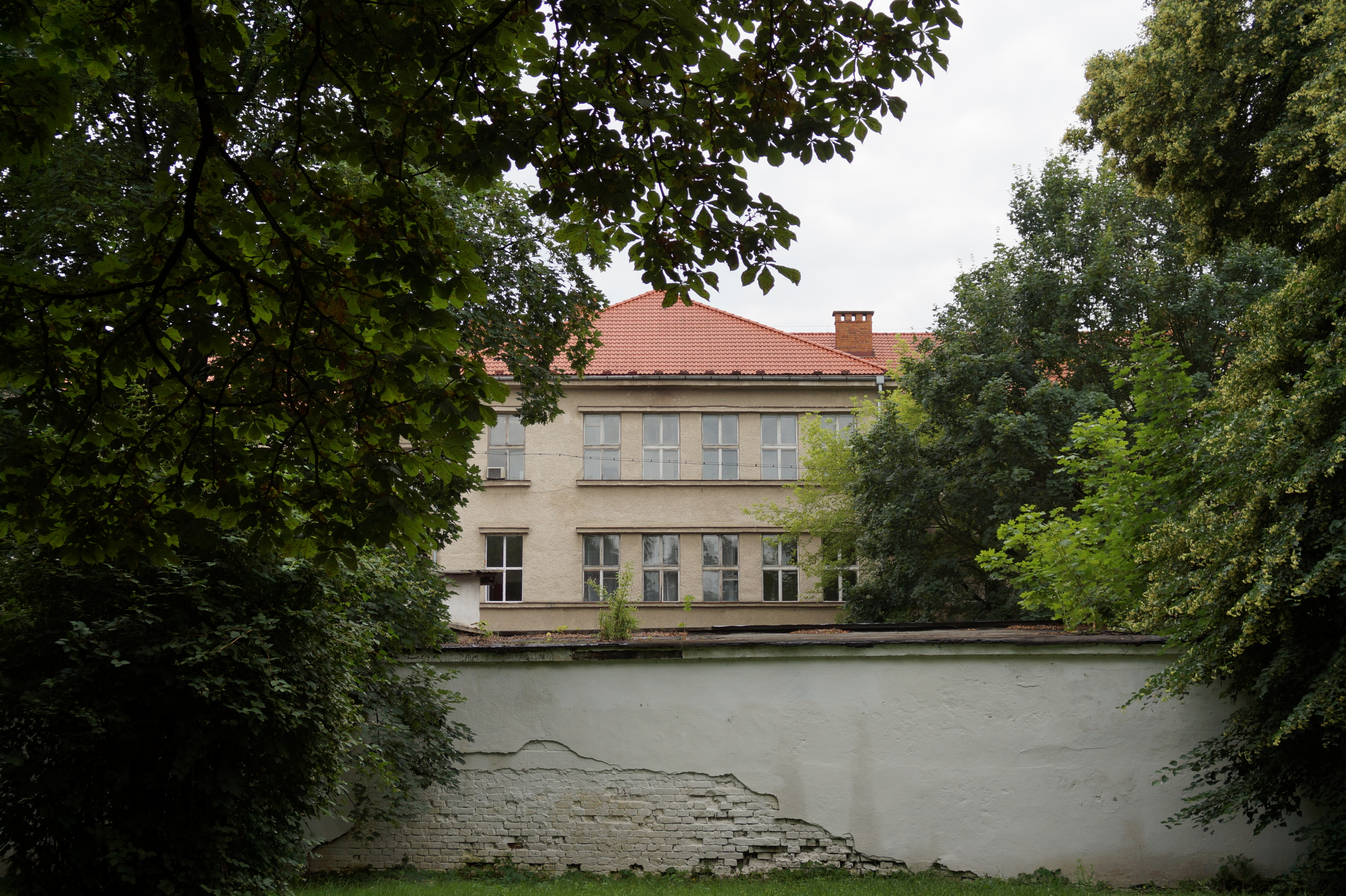
Будинок № 2
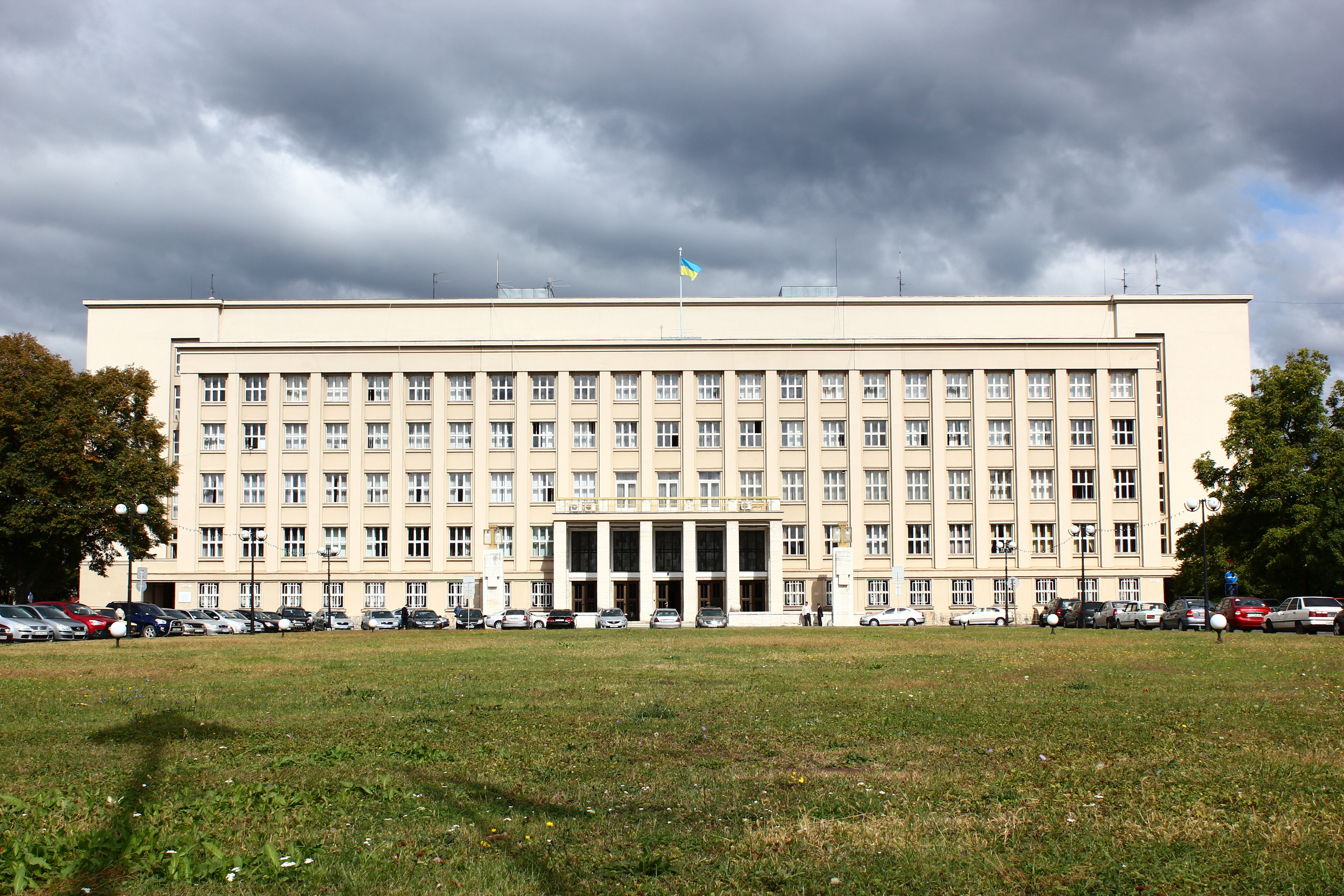
Будинок № 4
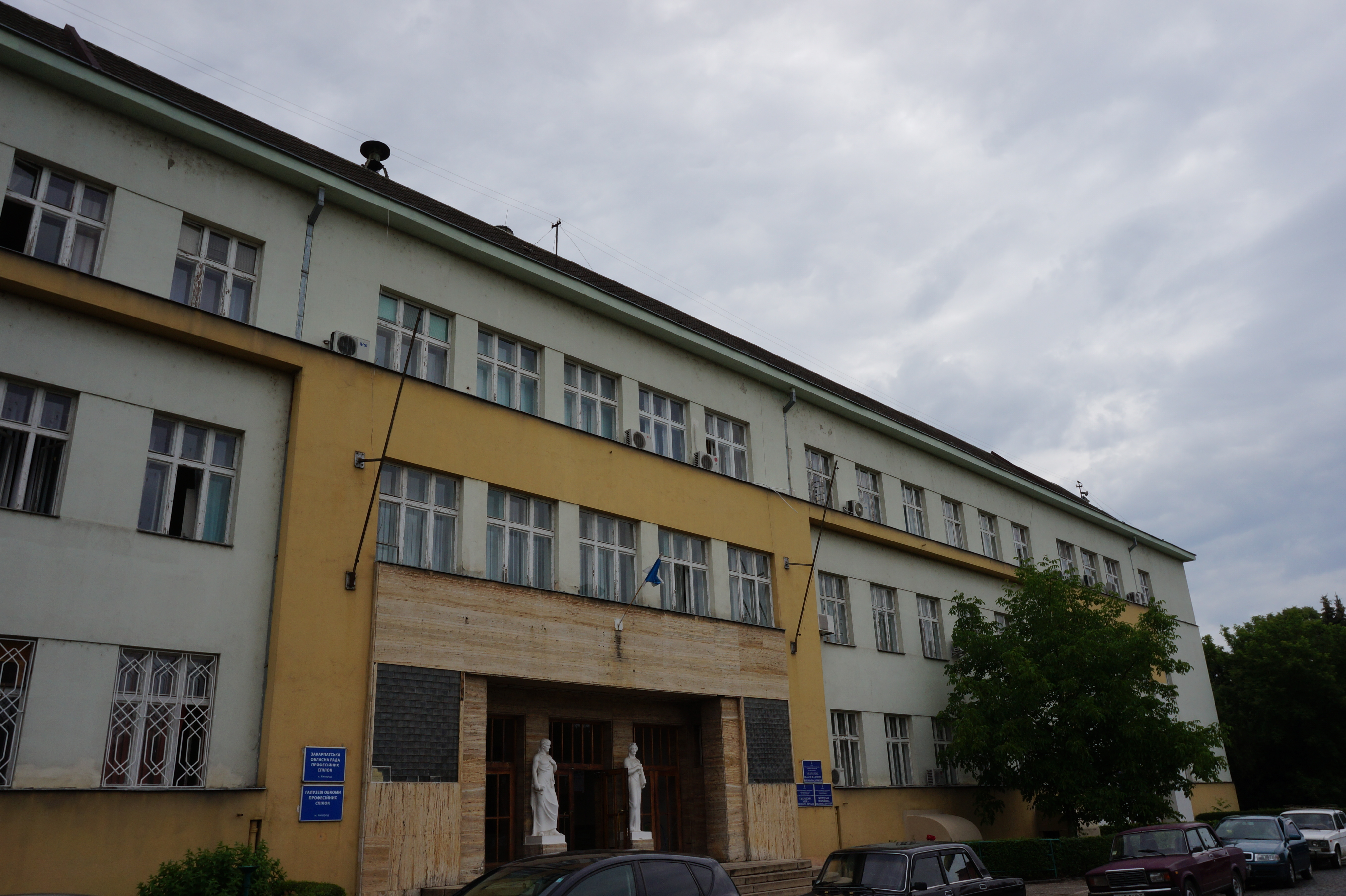
Будинок № 5
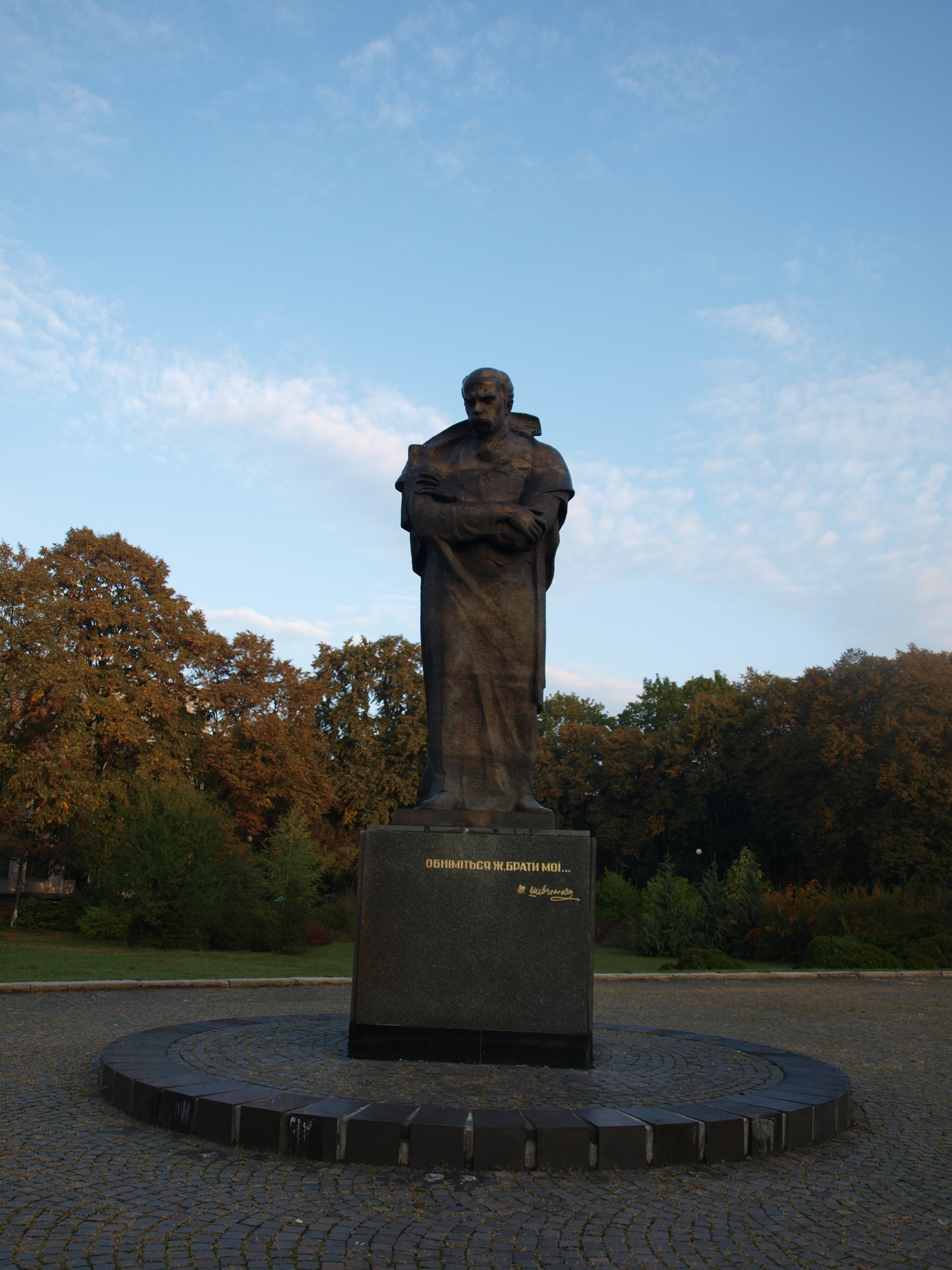
Пам'ятник Т. Шевченку